# Kathy Baker
Kathy Baker, pseudonimo di Katherine Whitton Baker (Midland, 8 giugno 1950), è un'attrice e doppiatrice statunitense, vincitrice di quattro Emmy Awards.

## Biografia
Nativa di Midland, in Texas, di madre francese (Hélène Andrée "Lany" Whitton) e figlia del geologo John Seawand Baker, è cresciuta nel Nuovo Messico ed ha avuto una cultura di adesione al quaccherismo. Ha studiato recitazione nei primi anni settanta al California Institute of the Arts conseguendo successivamente un diploma Bachelor ofArts in lingua francese alla UC Berkeley. 
È apparsa in numerosi film fra cui Edward mani di forbice, Uomini veri, Street Smart, Le regole della casa del sidro e Ritorno a Cold Mountain. 
In teatro ha debuttato al San Francisco's Magic Theatre di San Francisco, recitando in diverse pièce di Sam Shepard prima di approdare ad una produzione off-Broadway (Fool for Love, al fianco di Ed Harris). 
Fra i suoi lavori più recenti per il grande schermo figurano il remake del 2006 Tutti gli uomini del re e la produzione 2007 Il club di Jane Austen, in cui ha interpretato il ruolo della saggia amica di mezza età e pluriconiugata Bernadette.
Vive nel sud della California con il marito Steven Robman. È apparsa in tantissime serie TV famose, come: Detective Monk, Medium, Law & Order: SVU, Chicago Med, Criminal Minds e The Ranch

## Filmografia

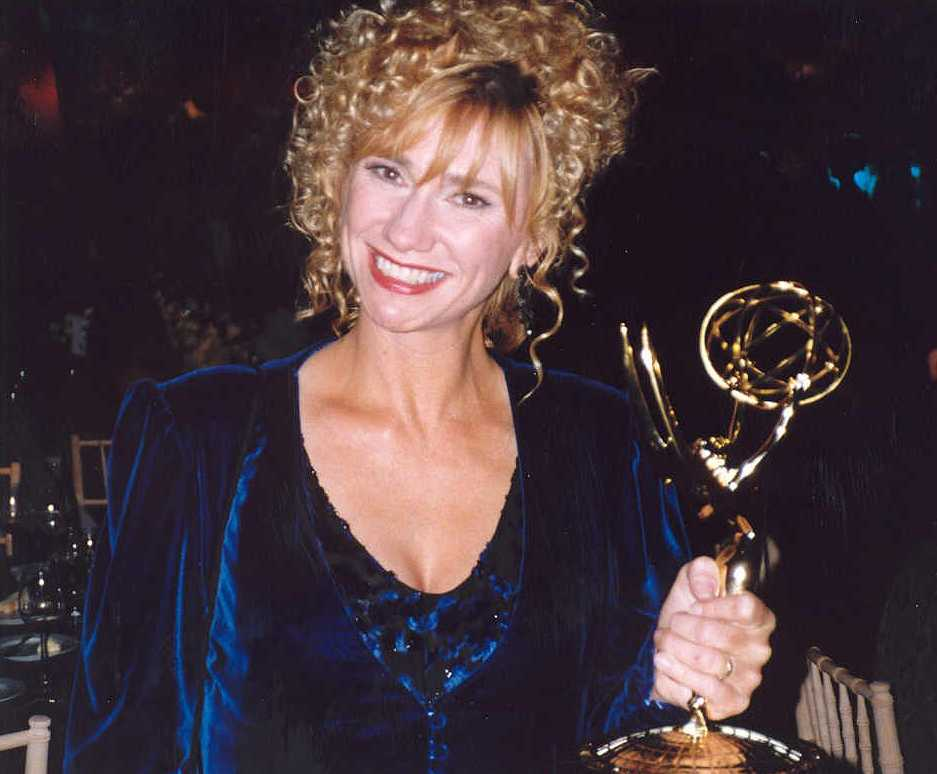
Kathy Baker ai Premi Emmy 1993.

### Cinema
- Uomini veri (The Right Stuff), regia di Philip Kaufman (1983)
- A Killing Affair, regia di David Saperstein (1985)
- Street Smart - Per le strade di New York (Street Smart), regia di Jerry Schatzberg (1987)
- Il peso del ricordo (Permanent Record), regia di Marisa Silver (1988)
- Fuori dal tunnel (Clean and Sober), regia di Glenn Gordon Caron (1988)
- Jacknife - Jack il coltello (Jacknife), regia di David Hugh Jones (1989)
- Dad - Papà (Dad), regia di Gary David Goldberg (1989)
- Edward mani di forbice (Edward Scissorhands), regia di Tim Burton (1990)
- Articolo 99 (Article 99), regia di Howard Deutch (1992)
- Gli occhi del delitto (Jennifer Eight), regia di Bruce Robinson (1992)
- Lo sbirro, il boss e la bionda (Mad Dog and Glory), regia di John McNaughton (1993)
- A Gillian, per il suo compleanno (To Gillian on Her 37th Birthday), regia di Michael Pressman (1996)
- Innocenza infranta (Inventing the Abbotts), regia di Pat O'Connor (1997)
- Le regole della casa del sidro (The Cider House Rules), regia di Lasse Hallström (1999)
- Le cose che so di lei (Things You Can Tell Just by Looking at Her), regia di Rodrigo García (2000)
- Prigione di vetro (The Glass House), regia di Daniel Sackheim (2001)
- Ten Tiny Love Stories, regia di Rodrigo García (2001)
- Assassination Tango, regia di Robert Duvall (2002)
- Ritorno a Cold Mountain (Cold Mountain), regia di Anthony Minghella (2003)
- 30 anni in 1 secondo (13 Going on 30), regia di Gary Winick (2004)
- 9 vite da donna (Nine Lives), regia di Rodrigo García (2005)
- Tutti gli uomini del re (All the King's Men), regia di Steven Zaillian (2006)
- Sea Change - Delitto perfetto (Jesse Stone: Sea Change), regia di Robert Harmon (2007)
- Il club di Jane Austen (The Jane Austen Book Club), regia di Robin Swicord (2007)
- Oggi è già domani (Last Chance Harvey), regia di Joel Hopkins (2008)
- Take Shelter, regia di Jeff Nichols (2011)
- Good Day for It, regia di Nick Stagliano (2011)
- Machine Gun Preacher, diretto da Marc Forster (2011)
- Saving Mr. Banks, regia di John Lee Hancock (2013)
- Cate McCall - Il confine della verità (The Trials of Cate McCall), regia di Karen Moncrieff (2013)
- Boulevard, regia di Dito Montiel (2014)
- Adaline - L'eterna giovinezza (The Age of Adaline), regia di Lee Toland Krieger (2015)
- Attraverso i miei occhi (The Art of Racing in the Rain), regia di Simon Curtis (2019)

### Televisione
- Storie incredibili (Amazing Stories) – serie TV, episodio 2x13 (1986)
- La famiglia Brock (Picket Fences) – serie TV, 87 episodi (1992-1996)
- A Natale tutto è possibile (A Season for Miracles), regia di Michael Pressman – film TV (1999)
- ATF, regia di Dean Parisot – film TV (1999)
- Boston Public – serie TV, 14 episodi (2001-2002)
- Sucker Free City, regia di Spike Lee – film TV (2004)
- Detective Monk (Monk) – serie TV, episodio 2x16 (2004)
- Fathers and Sons, regia di Rodrigo García, Jared Rappaport e Rob Spera – film TV (2005)
- Medium – serie TV, 5 episodi (2006-2010)
- Law & Order - Unità vittime speciali (Law & Order: Special Victims Unit) – serie TV, episodio 8x17 (2007)
- Una mamma per amica (Gilmore Girls) – serie TV, episodio 7x17 (2007)
- Too Big to Fail - Il crollo dei giganti (Too Big to Fail), regia di Curtis Hanson – film TV (2011)
- Criminal Minds – serie Tv episodio 7x16 (2012)
- Those Who Kill – serie TV, 5 episodi (2014)
- The Ranch – serie TV (2016-2020)
- Colony – serie TV (2016)
- I'm Sorry – serie TV, 10 episodi (2018)
- Chicago Med – serie TV, episodio 5x01 (2019)

## Riconoscimenti
- Premio Emmy
  - 1993 – Miglior attrice protagonista in una serie drammatica per La famiglia Brock
  - 1995 – Miglior attrice protagonista in una serie drammatica per La famiglia Brock
  - 1996 – Miglior attrice protagonista in una serie drammatica per La famiglia Brock

## Doppiatrici italiane
Nelle versioni in italiano dei suoi lavori, Kathy Baker è stata doppiata da:
- Angiola Baggi in Uomini veri, Street Smart - Per le strade di New York, Assassination Tango, 9 vite da donna, Medium, Private Practice, Boulevard, I'm Sorry
- Melina Martello in Ritorno a Cold Mountain, Criminal Minds,[3] Paterno, Colony
- Aurora Cancian ne Gli occhi del delitto, Grey's Anatomy,Love
- Paila Pavese in Una mamma per amica, Those Who Kill
- Anna Rita Pasanisi in Jacknife - Jack il coltello, Innocenza infranta
- Roberta Greganti ne Le cose che so di lei, Adaline - L'eterna giovinezza
- Stefanella Marrama in Lo sbirro, il boss e la bionda, Big Time in Hollywood, FL
- Antonella Giannini in Good Day for It
- Valeria Perilli in Edward mani di forbice
- Tiziana Avarista ne Le regole della casa del sidro
- Elisabetta Cesone in Ally McBeal
- Ida Sansone ne Il Club di Jane Austen
- Serena Verdirosi in Sucker Free City
- Pinella Dragani in A Gillian, per il suo compleanno
- Lorenza Biella in Machine Gun Preacher
- Roberta Paladini in Saving Mr. Banks
- Vanna Busoni ne La famiglia Brock
- Emanuela Rossi in Fuori dal tunnel
- Caterina Rochira in Law & Order - Criminal Intent
- Barbara Castracane in Attraverso i miei occhi